# 창애

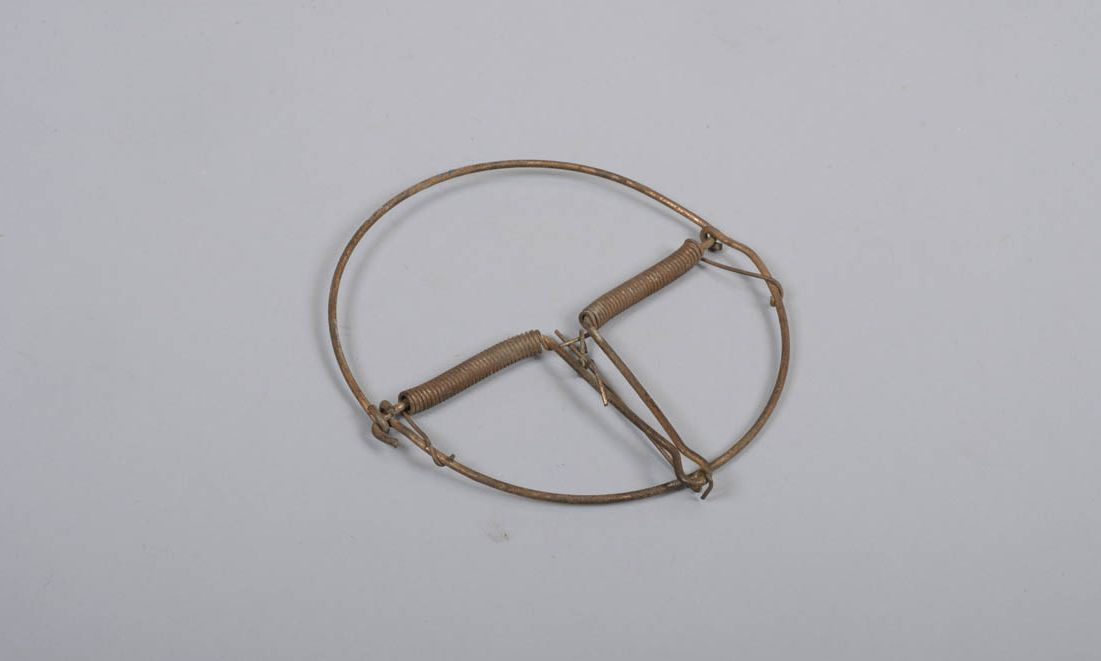

창애(Spring-loaded bar trap)는 용수철의 원리를 이용해 만드는 덫이다. 금속 따위 묵직한 물질로 만들어진 고패를 용수철로 장전시킨 뒤, 맞은편에 미끼를 두어 짐승을 유인한다. 짐승이 미끼를 건드리면 용수철이 풀리면서 용수철의 탄성력과 고패의 질량으로 짐승을 때려잡는다.

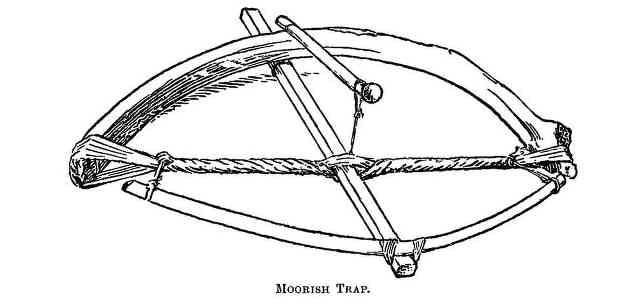
무어인의 창애.